# Avenida Juan B. Justo (Tucumán)
La Avenida Juan B. Justo es una avenida de San Miguel de Tucumán, Tucumán, Argentina. Se extiende desde la avenida Avellaneda hasta la avenida Francisco de Aguirre, continuando en Las Talitas como ruta provincial 305. Lleva el nombre de Juan Bautista Justo, quien fuera diputado y senador nacional y fundador del Partido Socialista.

## Historia
La avenida Juan B. Justo fue creada como extensión hacia el norte de la avenida Avellaneda en 1887, durante la intendencia de José Padilla. En esta arteria se desarrollaría el sector comercial de Villa 9 de julio, instalándose además el Cementerio del Norte, los cines 9 de julio y Ocean, la cancha del Club Redes Argentinas, entre otros.
Asimismo, la avenida poseía un boulevard arbolado en su centro, que fue retirado en 1970, y diversas líneas de tranvía y trolebús. El 24 de febrero de 1970 se inauguró alumbrado público en toda su extensión, con un costo de ARL 21 000 000. En 2016 se realizaron trabajos de repavimentación en la avenida, además de instalar nueva iluminación led, señalización vial y césped sobre la platabanda.

## Sitios de Interés
A lo largo de esta avenida se desarrollan varios lugares de interés y emblemáticos:
- Plaza Eva Perón
- Dirección de Familia y Desarrollo Comunitario de San Miguel de Tucumán
- Dirección de Empleo y Emprendimiento Municipal
- Sanatorio Regional
- Caps. Villa 9 de julio
- Cementerio del Norte
- Parroquia La Resurrección del Señor
- Cementerio Israelita
- Complejo Deportivo Gral. Muñoz